# خالد الفيصل بن عبد العزيز آل سعود
الأمير خالد بن فيصل بن عبد العزيز آل سعود (20 فبراير 1940م-)، أمير منطقة مكة المكرمة، ومستشار الملك سلمان بن عبد العزيز آل سعود ورئيس اللجنة المركزية للحج. الابن الرابع من أبناء الملك فيصل بن عبد العزيز آل سعود ملك المملكة العربية السعودية الثالث، ووالدته هي الأميرة هيا بنت تركي بن عبد العزيز بن عبد الله بن تركي بن عبد الله آل سعود.
عمل في رعاية الشباب بوزارة الشؤون الاجتماعية وإليه تعزى فكرة إقامة بطولة كأس الخليج لكرة القدم. عين أميرًا لمنطقة عسير عام 1971. وفي 16 مايو 2007 عين أميرًا على منطقة مكة المكرمة، وفي 22 ديسمبر 2013 عين وزير التربية والتعليم حتى عام 2015، ثم عُيّنَ مستشارًا للملك سلمان بن عبد العزيز آل سعود، وأميرًا لمنطقة مكة المكرمة (للمرة الثانية). وهو عضو في هيئة البيعة السعودية عن والده الملك فيصل بن عبد العزيز آل سعود.

## تعليمه
درس القرآن الكريم والسنتين الأولى والثانية الابتدائية في الأحساء، ثم التحق بالمدرسة النموذجية التي افتتحها والده الملك فيصل في الطائف، وأكمل فيها دراسته الثانوية. حصل على دبلوم الثانوية الأمريكية من مدارس برن ستون في عام 1961م، ثم التحق بجامعة أوكسفورد البريطانية لدراسة العلوم السياسية والاقتصادية في عام 1962م وأنهى دراسته فيها بعد أربعة أعوام.

## المناصب التي تولاها
- مدير رعاية الشباب التابعة لوزارة العمل والشؤون الاجتماعية في الفترة ما بين 1387-1391هـ.
- أمير منطقة عسير من عام 1971م إلى عام 2007م لما يقرب من 37 عامًا.[5]
- عين أميراً لمنطقة مكة المكرمة (للمرة الأولى) من تاريخ 29 ربيع الآخر عام 1428هـ (16 مايو 2007م) إلى 19 صفر 1435هـ (22 ديسمبر 2013م).[6]
- عين وزيراً للتربية والتعليم من 19 صفر 1435 هـ الموافق 22 ديسمبر 2013 إلى 9 ربيع الآخر 1436هـ (29 يناير 2015م).[7]
- عين مستشاراً لخادم الحرمين الشريفين الملك سلمان بن عبد العزيز آل سعود وأميراً لمنطقة مكة المكرمة (للمرة الثانية) بمرتبة وزير من تاريخ 9 ربيع الآخر 1436هـ (29 يناير 2015م).[8]
- مدير عام لمؤسسة الملك فيصل الخيرية (وهو أحد مؤسسيها).
- رئيس لجنة البرامج والإنفاق الخيري في مؤسسة الملك فيصل الخيرية.
- رئيس هيئة جائزة الملك فيصل العالمية.
- رئيس لجنة التنشيط السياحي في منطقة عسير.
- رئيس فخري للشركة الوطنية للسياحة في عسير.
- رئيس جمعية البر في الجنوب.
- رئيس جمعية الاحياء في منطقة مكة.
- عضو بالهيئة السعودية للحياة الفطرية.
- عضو مجلس أمناء معهد تاريخ العلوم العربية والإسلامية التابع لجامعة فرانكفورت في ألمانيا.
- رئيس شرف جمعية فاس سايس للتنمية الثقافية والاجتماعية والاقتصادية في المملكة المغربية.
- رئيس مؤسسة الفكر العربي وأحد مؤسسيها والتي تهتم بالهوية العربية وتعزيزها.[5]
- نائبًا لرئيس مؤسسة الملك عبد العزيز ورجاله للموهبة والإبداع «موهبة».
- نائب رئيس لجنة الحج العليا ورئيس لجنة الحج المركزية.[9][10]

## المجال الشعري والنشاط الثقافي العام
يعرف عن الأمير خالد الفيصل أنه شاعر وأديب وفنان تشكيلي، ويلقب شعريًا بدايم السيف. وله مساهمات شعرية وثقافية متنوعة، منها:
- عندما شغل سمو الأمير خالد الفيصل الإدارة العامة لرعاية الشباب التابعة لوزارة العمل والشؤون الاجتماعية بين عامي (1387-1391هـ) كان أحد أبرز مؤسسي العمل الثقافي فيها. كما أنجز أعمالاً تعد الأولى من نوعها أثناء عمله في رعاية الشباب، فقد أسس أول ملعبين رياضيين لكرة القدم في السعودية في كل من جدة والرياض، كما أن الأمير صاحب فكرة دورة الخليج العربي لكرة القدم.[11]
- صاحب ثاني منتدى أدبي ثقافي بالرياض، وكان يعقد في منزله إبان عمله برعاية الشباب.
- أسس مجلة ((الفيصل)) وأهداها لمؤسسة الملك فيصل الخيرية.
- وقد قدم أمسيات شعرية في داخل المملكة وخارجها، قامت بتغطيتها وسائل الإعلام العربية، وألف (أوبريت التوحيد) الذي قُدم في المهرجان الوطني للتراث والثقافة عام 1994م، ونشيد (نشوة العز) بمناسبة الاحتفال بمرور مئة عام على تأسيس المملكة العربية السعودية، كما شارك بآخر أمسياته الشعرية تحت عنوان (الوطن) بمناسبة الرياض عاصمة الثقافة العربية عام 2000م.[12]
- أسس جائزة أبها التي تمنح سنويًا للمتفوقين في مجالات الثقافة والتعليم الجامعي والعام والخدمة الوطنية.
- أشرف على إنشاء نادي أبها الأدبي الذي نال المركز الأول من الرئاسة العامة لرعاية الشباب (وزارة الرياضة حاليا) عدة مرات تقديرًا لنشاطه الثقافي المميز، كما أشرف على إنشاء مركز الفيصل لتربية الصقور، وأنشأ مسرحًا حديثًا لمختلف النشاطات الثقافية والفنية، كما يعد الأمير خالد الفيصل رسامًا وفنانًا تشكيليًا له لوحات فنية متعددة. وأقام معارض فنية، من أهمها المعرض المشترك الذي أقامه مع الأمير تشارلز ولي العهد البريطاني ضمن مبادرة عرفت بمبادرة (رسم ورعاية) انطلقت عام 1999. يعتبر من أنجح الأمراء وأحكمهم حيث تأثر كثيرًا بوالده الملك فيصل بن عبد العزيز.
- يملك جريدة الوطن التي تأسست عام 2000.[13][14]
- أقام الأمير خالد الفيصل عدد من المعارض التشكيلية التي اهتمت بتوظيف الموروث القديم، وخاصة ما يرتبط بالشعر العربي ورموزه في التشكيل المعاصر.
- اهتم الأمير بالشأن الخطابي وكانت له خطب رنانة وكلمات في مناسبات عدة، وكان له فيها أسلوب مميز وخاص، وأصدر كلماته في كتاب أسماه: (كلمات) صدّره بقوله: "أجمل الكلمات أقلها حروفًا، وأبلغ الجمل أقلها كلمات". كما رصد في الجزء الثاني من هذا الكتاب سيرة والده الملك فيصل تحت عنوان (فيصل الإنسان).
- عندما تولى الأمير خالد الفيصل إمارة منطقة مكة المكرمة اهتم بتطوير الشأن الثقافي فيها وتنويعه، فاهتم بسوق عكاظ ودعمه.
- ساهم الأمير خالد بجانب إخوته أبناء الملك فيصل بتأسيس مؤسسة الملك فيصل الخيرية، وتمنح المؤسسة جائزة الملك فيصل العالمية، ويشغل الأمير خالد الفيصل رئاسة هيئة الجائزة.
- أسس الأمير خالد مؤسسة الفكر العربي وهي مؤسسة أهلية عربية تهدف إلى المساهمة في النهضة والتضامن العربيين.[15]

### إصدارات
- صدر له أول ديوان شعري شعبي بعنوان قصائد نبطية في عام 1406هـ وضم نحو مائة قصيدة، وعشر لوحات بريشته.
- صدر له الديوان الثاني بعنوان الديوان الثاني في عام 1412هـ وضم 53 قصيدة وثماني قصائد لأغنيات وعددًا من رسوماته.
- في عام 1421هـ وبمناسبة اختيار ديوانه الأول ضمن ثمان كتب عالمية تبيع أكثر من خمسين ألف نسخة، أصدرت مكتبة العبيكان كتاباً ضم دواوين الأمير الثلاثة الإضافة إلى قصائد جديدة بعنوان (أشعار خالد الفيصل).
- في عام 1419 هـ أصدر كتاب (مسافة التنمية وشاهد عيان) عن تجربة التنمية في منطقة عسير، وقد تم تحديث الكتاب لتتولى طبعه ونشره باللغتين العربية والإنجليزية دار برزان للنشر في بيروت ولندن.
- صدر له في عام 2017، كتاب بعنوان: «إن لم فمن؟!»، طرح فيه بعضاً من سيرته وطرح استفهامات عن الحياة.. والحكمة في القرار.. والقيم. وقال إن الكتاب ليس تدوين مذكرات أو تجربة شخصية.. بل ومضات من مراحل الزمن التي لم يخترها بل اختارته.
- ترجم شعره إلى الألمانية والإنجليزية والفرنسية والإسبانية والفارسية والأوردية، وترجم أكثر من مرة إلى الدنماركية.
- تُرجم ديوانه الشعري (الحرف واللون) إلى اللغتين الروسية[16] والصينية.[17]
- كتاب (مسرد تاريخ الفيصل) 1996م/1416هـ. وتضمن تاريخ الملك فيصل بن عبد العزيز من عام 1324هـ - 1395هـ (1906م - 1975م).[18]
- كتاب (كلمات) صدر عام 2011م/1432هـ.[19]
- كتاب (من الكعبة وإليها: بناء الإنسان وتنمية المكان) صدر عام 2014م/1435هـ.[20]
- ديوان (وزن الكلام) صدر عام 2015م/1436هـ.[21]
- ديوان (المنقية) صدر عام 2016م/1437هـ.[22]
- ديوان (أبيات) صدر عام 2021م/1443هـ.[23]
- (المجموعة الشعرية) صدرت في معرض الرياض الدولي للكتاب 2022، وصدرت بالتعاون بين دار تشكيل للنشر والتوزيع، وهيئة الأدب والنشر والترجمة، والمكتبة الرقمية التفاعلية للأمير خالد الفيصل. وتضمنت المجموعة خمسة دواوين شعرية متضمنة لوحاته التشكيلية وأعماله الفنية.[24]

### قصائد مُغناة
| القصيدة           | غناء      | المصدر |
| ----------------- | --------- | ------ |
| مجموعة إنسان      | محمد عبده |        |
| من بادي الوقت     | محمد عبده |        |
| المعاناة          | محمد عبده | [ 25 ] |
| كفاني عذاب        | محمد عبده |        |
| طال السفر         | محمد عبده |        |
| ليتك معي ساهر     | محمد عبده |        |
| الهوى الغايب      | محمد عبده |        |
| سريت ليل الهوى    | محمد عبده |        |
| لو وفيت           | محمد عبده | [ 26 ] |
| الونة             | محمد عبده | [ 27 ] |
| أيوه              | محمد عبده |        |
| لك حق تزعل        | محمد عبده |        |
| كل ما نسنس        | محمد عبده |        |
| أبي منه الخبر     | محمد عبده |        |
| يا من يراعيني     | محمد عبده |        |
| الله عليها عوّدت   | محمد عبده |        |
| سريت ليل الهوى    | محمد عبده | [ 28 ] |
| جرح العيون        | محمد عبده |        |
| ساري              | محمد عبده |        |
| تستاهل الحب نجدية | محمد عبده |        |
| ليالي نجد         | محمد عبده | [ 29 ] |
| يا شبيه صويحبي    | محمد عبده | [ 30 ] |

## صدر عنه
- كتاب «عاشق خزامى: حفريات الحب والحكمة في شعر خالد الفيصل» تأليف: شاكر النابلسي. 2006م.[31]
- في عام 1424 هـ صدر عنه كتاب (سياحة في فكر الأمير).
- كتاب «قراءات في رحاب أشعار خالد الفيصل» تأليف: مالك صبحي سليمان. 2012م.[32]
- كتاب «خالد الفيصل وغازي القصيبي.. عن الخمسين.. في الخمسين قالا» تأليف: عبد الله الصالح العميل. 2014م.[33]
- كتاب «موسوعة إنسان: موسوعة تاريخ الأمير خالد الفيصل» (جزآن) تأليف: محمد بن علي القدادي. 2019م.[34]

## الأوسمة التكريمية التي نالها
- في 4 أغسطس 2025م أصدر البريد السعودي بالتعاون مع إمارة منطقة مكة المكرمة طابعًا تذكاريًا للأمير ‎خالد بن فيصل بن عبدالعزيز مستشار خادم الحرمين الشريفين أمير منطقة ‎مكة المكرمة، تقديرًا لإسهاماته في تعزيز التنمية الثقافية والاجتماعية.[35]
- احتفاءً بالمسيرة الفنية والثقافية للأمير خالد الفيصل نظمت هيئة الفنون البصرية معرض «موطن أفكاري» في قصر حطين في الرياض في الفترة من 23 ديسمبر 2023م إلى 3 يناير 2024م.[36][37]
- وشاح الملك عبد العزيز، منحه خادم الحرمين الشريفين الملك سلمان بن عبد العزيز آل سعود وشاح الملك عبد العزيز عام 2019م، وذلك نظير ما قدم لبلاده في الشعر والأدب لأكثر من أربعين عاماً.[38]
- وسام الريادة ليوم الشباب من المؤتمر الخليجي الرابع لإدارة الموارد البشرية، بعد تبني سموه لفكرة دورة كأس الخليج التي كانت بدايتها في عام 1390هـ.
- شهادة الرئاسة الشرفية لجمعية فاس سايس للتنمية الثقافية والاجتماعية والاقتصادية في المملكة المغربية في أثناء زيارة رسمية للمغرب أقام خلالها معرضًا فنيًا خاصًا، وأحيا أمسية شعرية، وذلك في شهر ربيع الأول لعام 1420هـ.
- وسام النهضة الملكي من الدرجة الأولى قلده الملك عبد الله الثاني بن الحسين، ملك المملكة الأردنية الهاشمية، وذلك في ختام زيارة رسمية للأردن، أقام خلالها أمسية شعرية بتاريخ 14/7/1420هـ الموافق 23/10/1999م.
- وسام الأرز الوطني من رتبة الوشاح الأكبر وذلك في شهر صفر لعام 1420هـ، وهو أرفع وسام لبناني، قلده رئيس مجلس الوزراء اللبناني الدكتور سليم الحص، باسم رئيس الجمهورية اللبنانية العماد أميل لحود، وذلك اعترافا بثقافة الأمير خالد الفيصل من شعر وفن ورسم وتعاطفه مع قضية لبنان.
- وسام فيلا فيكوسا بالمرتبة العظمى، قلده الأمير دوق براغانزا.
- وسام فرنسيس الأول بالمرتبة العظمى، قلده الأمير ديوك كالابريا.
- وسام السنت موريس والسنت لازاروس بالمرتبة العظمى، قلده الأمير فينيس.
- وقد تم تقليده هذه الأوسمة الثلاث أثناء زيارتهم الرياض في 24/11/1421هـ الموافق 16/2/2001م، لحضور حفل توزيع جائزة الملك فيصل لعام 2001م، وافتتاح معرض ((رسم ورعاية)) المشترك بينه والأمير تشارلز، أمير ويلز.
- وضعت وكالة ناسا الفضائية اسمه في مركبة أطلقتها إلى المريخ عام 2003م، اعترافًا بخدماته الجليلة للإنسانية بمستوياتها: الوطنية والقومية والعالمية.
- وسام (قلادة الشرف) مع الشعار الذهبي من المعهد العربي البرتغالي، وهو الوسام الذي لم يمنح من قبل إلا لرؤساء الدول في العالم العربي.

### أسبوع في حب خالد الفيصل
في أبريل 2025م نظم «موسم جدة» بدعم من الهيئة العامة للترفيه فعاليات «أسبوع في حب خالد الفيصل»؛ تكريماً للأمير خالد الفيصل واحتفاءً بمكانته الفنية والثقافية. وفي 3 أبريل انطلقت الفعاليات بإقامة حدث فني بعنوان «ليلة دايم السيف» على «مسرح عبادي الجوهر أرينا» بحضور نخبة من نجوم الغناء العربي، وهم: محمد عبده، والفنانة الإماراتية أحلام، والمصرية آمال ماهر، وماجد المهندس، وعبادي الجوهر، وطلال سلامة، ونواف الجبرتي، ووليد الشامي. كما صاحب الحفل الغنائي انطلاق معرض «في محبة خالد الفيصل» وتضمن المعرض الذي استمر لأربعة أيام إسهامات الأمير الإبداعية في الفن والأدب، واستعراض إنجازاته وإسهاماته الثقافية، وأعماله الفنية، والأدبية.

## مكة
خالد الفيصل بن عبد العزيز آل سعود هو الأمير السعودي الثامن لمكة المكرمة، حيث كان والده الملك فيصل بن عبد العزيز أول أمير لها في عهد والده الملك عبد العزيز.

## متفرقات
- يرأس الأمير خالد مؤسسة الفكر العربي والتي تعد إحدى المؤسسات الفكرية الأهلية التي تدعو إلى التضامن بين الفكر والمال للنهوض بالأمة العربية، وقد دعا إلى تأسيسها في يونيو 2001، واختيرت بيروت مقرًا لها.
- يدير الأمير خالد مؤسسة الملك فيصل الخيرية التي تحتضن جائزة الملك فيصل العالمية وعددًا كبيرًا من المراكز البحثية والمعاهد التعليمية وهي المؤسسة المالكة لبرج الفيصلية أول ناطحة سحاب في المملكة العربية السعودية.

## أسرته
متزوج من الأميرة العنود بنت عبدالله بن محمد بن عبدالرحمن آل سعود - ابنة نورة بنت سعود بن عبد العزيز آل سعود، وأنجبا:
- بندر بن خالد بن فيصل بن عبد العزيز آل سعود. متزوج من الأميرة نوف بنت محمد بن عبد الله بن محمد آل سعود وله من الأبناء: الأمير خالد (متزوج من الأميرة نجلاء بنت أحمد بن سلمان بن عبد العزيز آل سعود)[43]، الأميرة لولوة، الأمير فيصل، والأميرة هيا.
- سلطان بن خالد بن فيصل بن عبد العزيز آل سعود متزوج من الأميرة العنود بنت بدر بن عبد المحسن بن عبد العزيز آل سعود وله من البنات: الأميرة صيتة، الأميرة ديمة، والأميرة شهد.
- سعود بن خالد بن فيصل بن عبد العزيز آل سعود (نائب أمير منطقة المدينة المنورة). متزوج من الأميرة الجوهرة بنت خالد بن سعود بن خالد بن محمد آل سعود (ابنة مساعد وزير الخارجية) وله من البنات الأميرة هيا والعنود .
- لولوة بنت خالد بن فيصل بن عبد العزيز آل سعود (توفيت في الثالثة من العمر).

| سبقه لا يوجد                          | الرئيس العام لرعاية الشباب 1387هـ - 1392هـ | تبعه فيصل بن فهد بن عبد العزيز آل سعود      |
| سبقه عبد الله بن محمد الماضي          | أمير منطقة عسير 1392هـ - 1428 هـ           | تبعه فيصل بن خالد بن عبد العزيز آل سعود     |
| سبقه عبد المجيد بن عبد العزيز آل سعود | أمير منطقة مكة المكرمة 1428 هـ - 1435هـ    | تبعه مشعل بن عبد الله بن عبد العزيز آل سعود |
| سبقه فيصل بن عبد الله بن محمد آل سعود | وزير التربية والتعليم 1435 هـ - 1436 هـ    | تبعه عزام الدخيل                            |

## مصدر
- موقع خالد الفيصل
- السيرة الذاتية خالد الفيصل - موقع أمارة مكة المكرمة
- سيرة خالد الفيصل
- أهدافه الخيرية
- خبر المرسوم الملكي لتوليه أميرا لمنطقة مكة المكرمة
- خالد الفيصل يُعرب اللوحات التجارية في منطقة مكة المكرمة
- خالد الفيصل في ويكيبيديا - إنجليزي
- سيرة أبيه فيصل بن عبد العزيز
- منتديات الأمير خالد الفيصل
- موقع منطقة مكة المكرمة
- موقع مؤسسة الفكر العربي
- موقع مؤتمرات فكر

## وصلات خارجية
- مقابلة وثائقية مع خالد الفيصل / قناة العربية